# Catantopsilus hintzi
Catantopsilus hintzi är en insektsart som beskrevs av Willy Adolf Theodor Ramme 1929. Catantopsilus hintzi ingår i släktet Catantopsilus och familjen gräshoppor. Inga underarter finns listade i Catalogue of Life.